# Яквіквіюс 12
Яквіквіюс 12 (англ. Yakweakwioose 12) — індіанська резервація в Канаді, у провінції Британська Колумбія, у межах регіонального округу Фрейзер-Велі.

## Населення
За даними перепису 2016 року, індіанська резервація нараховувала 44 особи, показавши зростання на 12,8%, порівняно з 2011-м роком. Середня густина населення становила 212,2 осіб/км².
З офіційних мов обидвома одночасно не володів жоден з жителів, тільки англійською — 45.
Працездатне населення становило 42,9% усього населення, усі були зайняті.

## Клімат
Середня річна температура становить 10,4°C, середня максимальна – 21,5°C, а середня мінімальна – -2,6°C. Середня річна кількість опадів – 1 665 мм.
| Клімат поселення                              | Клімат поселення | Клімат поселення | Клімат поселення | Клімат поселення | Клімат поселення | Клімат поселення | Клімат поселення | Клімат поселення | Клімат поселення | Клімат поселення | Клімат поселення | Клімат поселення | Клімат поселення |
| Показник                                      | Січ.             | Лют.             | Бер.             | Квіт.            | Трав.            | Черв.            | Лип.             | Серп.            | Вер.             | Жовт.            | Лист.            | Груд.            |                  |
| Середній максимум, °C                         | 7,52             | 9,87             | 12,18            | 14,86            | 18,25            | 20,93            | 21,28            | 21,53            | 18,55            | 13,75            | 9,24             | 6,08             |                  |
| Середня температура, °C                       | 2,43             | 4,80             | 7,10             | 9,77             | 13,18            | 15,86            | 18,16            | 18,40            | 15,42            | 10,60            | 6,10             | 2,94             |                  |
| Середній мінімум, °C                          | −2,64            | −0,29            | 2,02             | 4,70             | 8,10             | 10,79            | 15,02            | 15,26            | 12,28            | 7,50             | 2,98             | −0,2             |                  |
| Норма опадів, мм                              | 232              | 148              | 147              | 121              | 95               | 85               | 58               | 56               | 77               | 169              | 271              | 206              |                  |
| Середньомісячна швидкість вітру, м/с          | 3.08             | 2.96             | 3.08             | 3.00             | 2.90             | 2.90             | 2.80             | 2.60             | 2.34             | 2.49             | 2.96             | 3.08             |                  |
| Середньомісячна сонячна радіація, кДж/м²·день | 3268             | 6403             | 10083            | 15176            | 18688            | 20246            | 21585            | 18621            | 13339            | 7290             | 3636             | 2587             |                  |
| --------------------------------------------- | ---------------- | ---------------- | ---------------- | ---------------- | ---------------- | ---------------- | ---------------- | ---------------- | ---------------- | ---------------- | ---------------- | ---------------- | ---------------- |
| Джерело:                                      |                  |                  |                  |                  |                  |                  |                  |                  |                  |                  |                  |                  |                  |